# Slag bij Faughart
De Slag bij Faughart vond plaats op 14 oktober 1318 en was een onderdeel van de eerste Schotse onafhankelijkheidsoorlog. De slag werd uitgevochten op Ierland, niet ver van Dundalk.

## Achtergrond
Ierland was sinds 1177 een wingewest van het koninkrijk Engeland. John Balliol, koning van Schotland moest troonsafstand doen in 1296 en sindsdien werd het koninkrijk Schotland bestuurd door een beschermheer in naam van de koning van Engeland. In 1306 vermoordde Robert the Bruce beschermheer John III Comyn en riep zichzelf uit als koning van Schotland. Met de overwinning op de Engelsen in de Slag bij Bannockburn in 1314 herwon Schotland zijn onafhankelijkheid. Sommige Ierse leiders nodigden de Schotse koning uit hen te helpen bij de onafhankelijkheid van Ierland. Robert the Bruce stuurde zijn broer Edward Bruce om hen te helpen. In 1315 werd hij door de vrijheidsstrijders uitgeroepen tot Hoge koning van Ierland. Zijn poging om Ierland te bevrijden viel samen met de Grote Hongersnood van 1315-1317. Aangezien zijn troepen het weinige voedsel stalen bij de bevolking werd Edward Bruce impopulair.

## Verloop
De bronnen zijn schaars. Vermoedelijk was het leger van Edward Bruce klein ten opzichte van de tegenstanders en was het na drie jaar van oorlog en hongersnood verzwakt. De dood van Edward Bruce op het slagveld betekende ook het einde van de Schotse campagne in Ierland.